# Giffers
Giffers is een gemeente en plaats in het Zwitserse kanton Fribourg, en maakt deel uit van het district Sense.

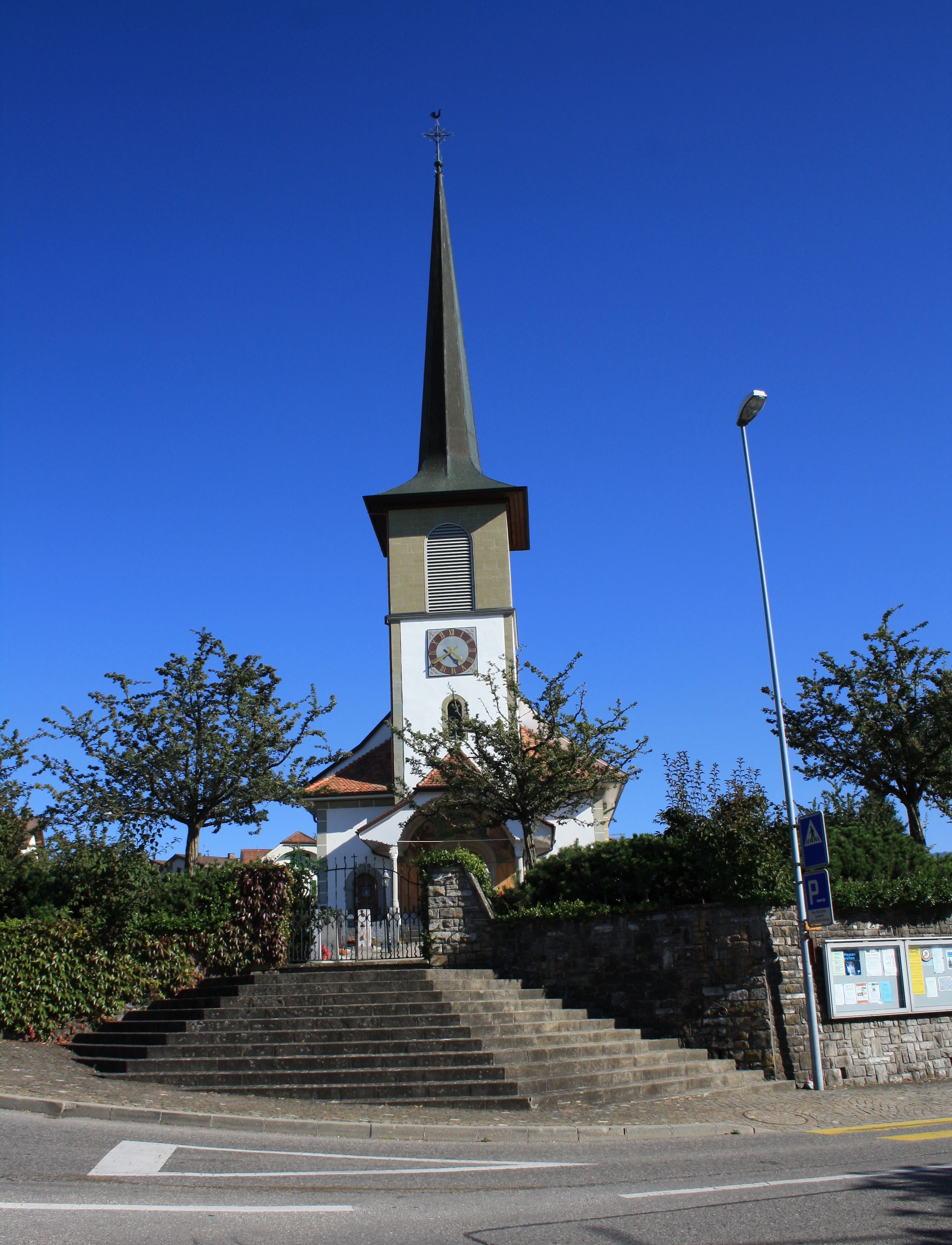

Giffers telt 1395 inwoners.